# Štefan Sádovský
Štefan Sádovský (Vlkas, 13 de octubre de 1928 - Bratislava, 17 de junio de 1984) fue un político eslovaco y checoslovaco miembro del Partido Comunista de Eslovaquia (KSS por sus siglas en eslovaco), del Consejo Nacional Eslovaco y de la Cámara de las Naciones de la Asamblea Federal de Checoslovaquia y primer ministro de la República Socialista Eslovaca al inicio de la normalización. Posteriormente fue destituido de sus cargos políticos.

## Biografía
Nacido en 1928, en 1954 se graduó en la Universidad de Economía (actual Universidad de Economía de Bratislava).
En septiembre de 1966 fue elegido además miembro del Consejo Nacional Eslovaco. En los años 1956-1968 fue miembro del Comité Central del Partido Comunista de Eslovaquia.
También ocupó numerosos cargos en el Partido Comunista de Checoslovaquia (KSČ por sus siglas en checo y eslovaco). El XIII Congreso del Partido Comunista de Checoslovaquia lo eligió miembro del Comité Central del Partido Comunista de Checoslovaquia. En agosto de 1968, el congreso del Partido Comunista en Vysočan lo confirmó en su cargo. En el período de junio de 1966 a abril de 1968 fue candidato al presídium del Comité Central del KSČ y de agosto de 1968 a enero de 1970 miembro del presídium del Comité Central del KSČ. En el período de febrero de 1967 a agosto de 1968 también fue miembro de la Secretaría del Comité Central de dicho partido, cargo que volvió a ocupar de octubre de 1969 a enero de 1970. De febrero de 1967 a agosto de 1968 fue secretario del Comité Central del KSČ y desde octubre de 1968 hasta abril de 1969 miembro del Comité Ejecutivo del Presídium del Comité Central del KSČ.
En diciembre de 1967, como secretario del Comité Central del Partido Comunista de Checoslovaquia, participó en los debates sobre la destitución de Antonín Novotný del cargo de primer secretario del Comité Central del KSČ. mientras pertenecía al campo anti-Novotný en la dirección del partido. La salida de Novotný abrió posteriormente el camino a la Primavera de Praga a principios de 1968. En 1968 participó en las negociaciones sobre la nueva organización estatal y jurídica de Checoslovaquia y, en el otoño de 1968, apoyó el rápido proceso de federalización. En octubre de 1968, formó parte del recién formado Comité Ejecutivo del Presidium del Comité Central del Partido Comunista de Checoslovaquia, formado por ocho miembros, que se creó como el nuevo órgano más cercano de la dirección del Partido Comunista, cuya creación también fue un movimiento táctico que condujo al debilitamiento de los reformistas más activos en las filas del KSČ.
Tras la federalización de Checoslovaquia, su carrera política alcanzó su punto máximo. En enero de 1969 ocupó un escaño en la Cámara de las Naciones de la Asamblea Federal. Fue nominado al parlamento federal por el Consejo Nacional Eslovaco. Permaneció en el parlamento federal hasta marzo de 1971. El 8 de marzo de 1971 dimitió como miembro del SNR, perdiendo así su mandato en la Cámara de las Naciones de la Asamblea Federal.
Desde el 2 de enero de 1969 fue primer ministro del gobierno de la República Socialista Eslovaca (RSS) en Checoslovaquia. Permaneció en el cargo sólo hasta el 4 de mayo de 1969. Pero todavía no se retiró de la política. En la reunión del Comité Central del Partido Comunista de Eslovaquia el 4 de mayo de 1969, Sádovský fue elegido primer secretario del Comité Central del KSS, en sustitución de Gustáv Husák. Fue reemplazado por Peter Colotka como primer ministro de la República Socialista Eslovaca, pero siguió ejerciendo su mandato en el gobierno tras el cambio de primeros ministros.
Desde finales de 1969 hasta 1970 participó trabajó en una comisión especial del Comité Central del KSČ, que discutió reformar la Ley Constitucional de la Federación Checoslovaca, y cuyo resultado fue la eliminación de las competencias originales de las repúblicas nacionales en el espíritu de revitalizar el centralismo. Durante la reunión del Presidium del Comité Central del KSS en enero de 1970, al presentar las conclusiones de esta comisión, Sádovský intentó distanciarse de las opiniones reformistas de 1968, cuando era aliado de Gustáv Husák.
En ese momento ya estaba perdiendo influencia política. El historiador Jan Rychlík lo ubica en el grupo de centristas que, aunque permanecieron en la esfera política incluso después del inicio de la normalización, fueron expulsados por funcionarios más dogmáticos con la consolidación del régimen posterior a agosto. En enero de 1970 fue destituido del cargo de primer secretario del Comité Central del KSS y sustituido por Jozef Lenárt. En enero de 1970, al mismo tiempo, acabó en el Presídium del Comité Central del Partido Comunista de Checoslovaquia. Esta vez tampoco fue su fin en la política. De hecho, Sádovský sirvió brevemente (de febrero a diciembre de 1970) como vice primer ministro de la República Socialista Eslovaca.
Dimitió como miembro del Comité Central del KSČ en diciembre de 1970. En el XIV Congreso del Partido Comunista del 25 al 29 de mayo de 1971, ya no fue reelegido para el comité central del partido. En 1971, como consecuencia de sus actitudes de la época de la Primavera de Praga, fue expulsado del Partido Comunista y posteriormente se retiró de la vida política.